# Benjamin Radford
Benjamin Radford (ur. 2 października 1970) – amerykański pisarz i sceptyk naukowy. Jest autorem, współautorem, lub pomagał w tworzeniu ponad 20 książek i napisał ponad tysiąc artykułów na różne tematy, w tym miejskie legendy, niewyjaśnione tajemnice, zjawiska paranormalne, krytyczne myślenie, masowa histeria i edukacja medialna. Jego książka pt. Mysterious New Mexico: Miracles, Magic, and Monsters in the Land of Enchantment, opublikowana w 2014 roku, jest naukowym badaniem znanych legend i folkloru stanu Nowy Meksyk. W 2016 roku została opublikowana jego książka pt. Bad Clowns, która w 2017 roku zdobyła brązową nagrodę konkursu IPPY. Benjamin Radford uznawany jest za eksperta w dziedzinie fenomenu „złych klaunów” (ang. bad clowns).
Radford pojawiał się w mediach między innymi w Good Morning America, CNN, The History Channel, National Geographic Channel, Learning Channel, CBC, BBC, ABC News, The New York Times i wielu innych.
Radford określa siebie, jako jeden z niewielu na świecie, naukowych badaczy zjawisk paranormalnych. Zajmował się badaniem mediów (osób rozmawiających z duchami), duchów, egzorcyzmów, cudów, Wielkiej stopy, stygmatów, potworów z jezior, UFO, reinkarnacji, kręgów zbożowych i innych tematów. „Mam otwarty umysł. Nigdy nie powiedziałem, że nie wierzę w duchy. Ale mogę powiedzieć, że przejrzałem badania nad nimi, a także sam zajmowałem się badaniami. W każdym przypadku albo są, albo nie ma nieodpartych dowodów i, jak do tej pory, żadnych nie widziałem”.
Regularnie przemawia na uniwersytetach i konferencjach. Książki Radforda weszły do programu nauczania kursów krytycznego myślenia kilku szkół wyższych i uniwersytetów w Stanach Zjednoczonych, m.in. Western Washington University i University of New Mexico.
Radford jest także współpracownikiem strony Snopes.com, gdzie robił badania i pisał artykuły obalające wiele popularnych mitów, m.in. horror z Amityville i twierdzenie, że ludzie używają tylko 10% swoich mózgów.

## Edukacja
Radford otrzymał tytuł bachelor’s z psychologii (dyplom z wyróżnieniem) ze specjalizacją w pisarstwie na Uniwersytecie w Nowym Meksyku i posiada także tytuł magistra edukacji Uniwersytetu w Buffalo, Nowy Jork, gdzie jego uwaga skupiała się na nauce i społeczeństwie, a praca dyplomowa nosiła tytuł: „Dezinformacja przy komunikacji o zaburzeniach odżywiania. Konsekwencje dla komunikacji naukowej”.
Od 1997 do 2011 był redaktorem prowadzącym czasopisma Skeptical Inquirer, następnie został tam zastępcą redaktora naczelnego. Jest również stałym felietonistą w tym magazynie.
Benjamin Radford jest pracownikiem naukowym organizacji edukacyjnej non-profit Committee for Skeptical Inquiry.

## Badania
Radford przeprowadził setki badań „niewyjaśnionych” zjawisk. Poniżej kilka z bardziej znanych przypadków.:

### Panika Pokémon (1997)
W roku 2001 Radford badał tajemniczy incydent z 1997 roku, kiedy to tysiące japońskich dzieci dostało ataków padaczkowych podczas oglądania odcinka filmu animowanego Pokémon pt. „Dennō Senshi Porygon”. Mimo że wielu lekarzy wysnuło zaawansowane teorie, włączając w to padaczkę fotogenną, Radford przedstawił dowody, że incydent był zakorzeniony w masowej histerii. Artykuł został opublikowany w magazynie Southern Medical Journal. Współautorem był Robert Bartholomew.

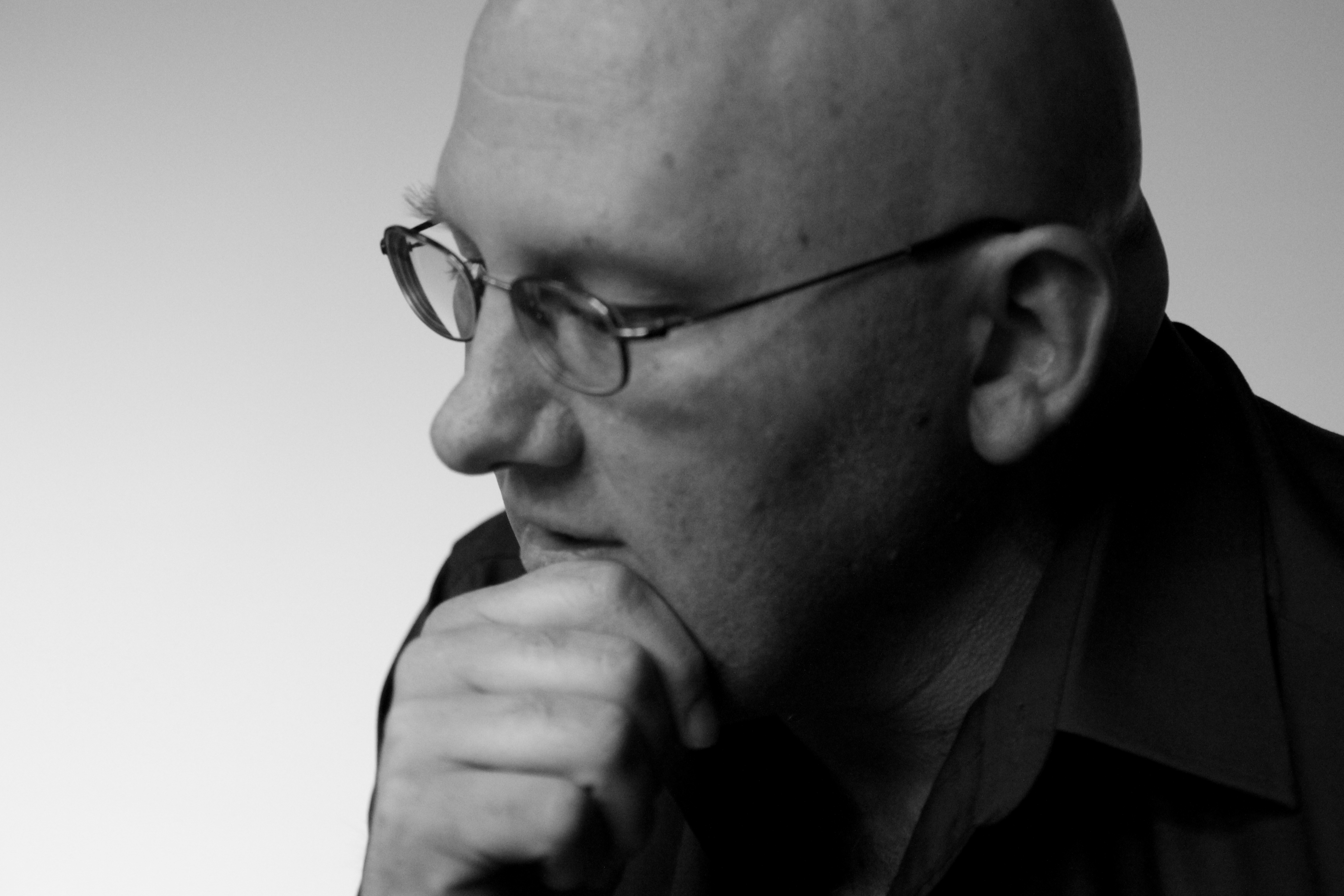
Ben Radford wykłada w Center for Inquiry, 18 czerwca 2011.

### Duch w sądzie w Santa Fe (2007)
W roku 2007 Radford rozwiązał tajemnicę „Ducha w sądzie w Santa Fe”. 15 czerwca na taśmie kamery telewizji przemysłowej nagrał się tajemniczy, świecący, biały kleks. Jednym z popularnych wytłumaczeń był duch.
Radford spędził kilka dni na badaniach terenowych w sądzie i po kilku eksperymentach udało mu się odtworzyć efekt „ducha” widoczny na taśmie. Wystarczyło umieścić owady na kamerze, która nagrywała pierwotny incydent.
Film z duchem stał się krajowym hitem i został obejrzany ponad 85 tysięcy razy na YouTube.

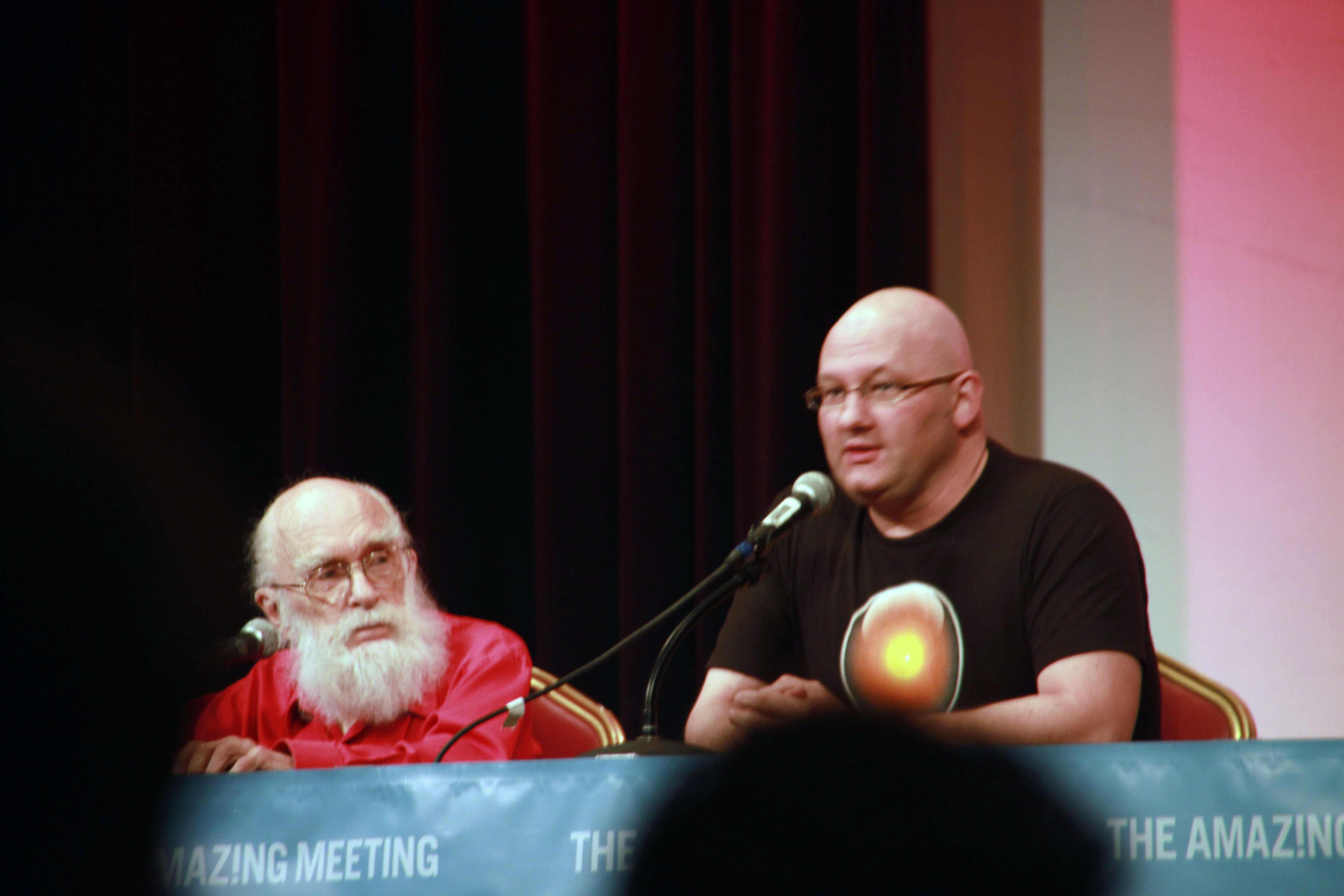
Ben Radford z Jamesem Randim w dyskusji na TAM 2012

### Chupacabra (2010)
Radford spędził pięć lat na badaniu tajemniczego potwora znanego jako „chupacabra” i doszedł do wniosku, że obserwacje potwora zainspirowane zostały filmem Gatunek z 1995 roku i wzmocnione i podżegane niedoskonałymi obserwacjami naocznych świadków, brakiem wiedzy śledczej i masową histerią. Szczegóły śledztwa opisał w książce z 2011 roku pt. Tracking the Chupacabra: The Vampire Beast in Fact, Fiction, and Folklore. W badaniach Ben Radford przeprowadzał wywiady z naocznymi świadkami, robił badania śledcze i „ekspedycje polowe do dżungli w Nikaragui” w poszukiwaniu legendarnego potwora.
Podobnymi rzekomymi obserwacjami potworów zainspirowanymi przez media są obserwacje potwora z Loch Ness (zainspirowane scenami z potworem podobnym do plezjozaura w filmie z 1933 roku o King Kongu) i postaci Slender Mana (zainspirowane talk-show pt. Coast to Coast).

## Publikacje
- Hoaxes, Myths, and Manias: Why We Need Critical Thinking, Amherst, NY: Prometheus Books, 2003, s. 229, ISBN 978-1-59102-048-6.
- Media Mythmakers : How Journalists, Activists, and Advertisers Mislead Us, Amherst, NY: Prometheus Books, 2003, s. 324, ISBN 978-1-59102-072-1.
- Lake Monster Mysteries : Investigating the World’s Most Elusive Creatures, Lexington, KY: University Press of Kentucky, 2006, s. 208, ISBN 978-0-8131-2394-3.
- Scientific Paranormal Investigation: How to Solve Unexplained Mysteries, Rhombus Publishing Company, 2010, s. 312, ISBN 978-0-936455-11-2.
- Tracking the Chupacabra: The Vampire Beast in Fact, Fiction, and Folklore, University of New Mexico Press, 2011, s. 288, ISBN 978-0-8263-5015-2.
- The Martians Have Landed! A History of Media-Driven Panics and Hoaxes, McFarland and Co., 2011, s. 254, ISBN 978-0-7864-6498-2.
- Mysterious New Mexico: Miracles, Magic, and Monsters in the Land of Enchantment, University of New Mexico Press, 2014, s. 304, ISBN 978-0-8263-5450-1.
- Bad Clowns, University of New Mexico Press, 2016, s. 188, ISBN 978-0-8263-5666-6.